# 2018年ベルギーグランプリ
2018年ベルギーグランプリ (2018 Belgian Grand Prix) は、2018年のF1世界選手権第13戦として、2018年8月26日にスパ・フランコルシャンで開催された。
正式名称は「FORMULA 1 2018 JOHNNIE WALKER BELGIAN GRAND PRIX」。

## レース前
本レースでピレリが供給するドライタイヤのコンパウンドは、スーパーソフト、ソフト、ミディアムの3種類。
サマーブレイク期間中の動向
- 8月3日 - 2019年よりダニエル・リカルドがルノーへ移籍[3]。
- 8月7日 - 前戦ハンガリーGPにて破産手続きを行ったフォース・インディアは、ランス・ストロールの父ローレンス・ストロールが率いるコンソーシアムが買収[4]。
- 8月14日 - フェルナンド・アロンソが2019年のF1世界選手権に参戦しないことを表明[5]。
- 8月16日 - マクラーレンはカルロス・サインツJr.と2019年からのレースドライバー契約を結んだ[6]。
- 8月20日 - レッドブルは、2019年からジュニアチームのトロ・ロッソに在籍するピエール・ガスリーの昇格を発表[7]。
- 8月23日 - フォース・インディアは、ローレンス・ストロールが設立したレーシング・ポイント社がチームの資産を取得し、チーム名を「レーシング・ポイント・フォース・インディア・F1チーム」と改名[8]。FIAの承認を受けて本レースから出場が可能になったが、新規参戦と見なされたためハンガリーGPまでのコンストラクターズポイントは無効となった。なお、セルジオ・ペレスとエステバン・オコンのドライバーズポイントは維持される[9]。
- 8月24日 - 2019年から試験的にバジェットキャップ制度を導入。2021年から正式に制度化される[10]。

## エントリーリスト
マクラーレンはリザーブドライバーを務めるランド・ノリスをフェルナンド・アロンソに代えてフリー走行1回目(FP1)に出走させる。なお、ノリスはFP1初出走となる。

## フリー走行
バルテリ・ボッタスはパワーユニット交換により最後尾グリッドへの降格が決まった。

## 予選
2018年8月25日 15:00 CEST(UTC+2)
雨に見舞われたQ3でルイス・ハミルトンが2戦連続でポールポジションを獲得。Q2においてポルシェ919ハイブリッド・Evoのレコードタイムを破ったセバスチャン・ベッテルは2番手。新生フォース・インディアがエステバン・オコン3番手、セルジオ・ペレス4番手と2列目を獲得する大健闘を見せた。

### 結果
| Pos.                | No. | ドライバー                 | コンストラクター                | Q1       | Q2       | Q3       | Grid |
| ------------------- | --- | -------------------------- | ------------------------------- | -------- | -------- | -------- | ---- |
| 1                   | 44  | ルイス・ハミルトン         | メルセデス                      | 1:42.977 | 1:41.553 | 1:58.179 | 1    |
| 2                   | 5   | セバスチャン・ベッテル     | フェラーリ                      | 1:43.035 | 1:41.501 | 1:58.905 | 2    |
| 3                   | 31  | エステバン・オコン         | フォース・インディア-メルセデス | 1:44.003 | 1:43.302 | 2:01.851 | 3    |
| 4                   | 11  | セルジオ・ペレス           | フォース・インディア-メルセデス | 1:44.004 | 1:43.014 | 2:01.894 | 4    |
| 5                   | 8   | ロマン・グロージャン       | ハース-フェラーリ               | 1:43.597 | 1:43.042 | 2:02.122 | 5    |
| 6                   | 7   | キミ・ライコネン           | フェラーリ                      | 1:42.585 | 1:41.533 | 2:02.671 | 6    |
| 7                   | 33  | マックス・フェルスタッペン | レッドブル-タグ・ホイヤー       | 1:43.199 | 1:42.554 | 2:02.769 | 7    |
| 8                   | 3   | ダニエル・リカルド         | レッドブル-タグ・ホイヤー       | 1:43.604 | 1:43.126 | 2:02.939 | 8    |
| 9                   | 20  | ケビン・マグヌッセン       | ハース-フェラーリ               | 1:43.834 | 1:43.320 | 2:04.933 | 9    |
| 10                  | 77  | バルテリ・ボッタス         | メルセデス                      | 1:42.805 | 1:42.191 | No Time  | 17 1 |
| 11                  | 10  | ピエール・ガスリー         | トロ・ロッソ-ホンダ             | 1:44.221 | 1:43.844 |          | 10   |
| 12                  | 28  | ブレンドン・ハートレイ     | トロ・ロッソ-ホンダ             | 1:44.153 | 1:43.865 |          | 11   |
| 13                  | 16  | シャルル・ルクレール       | ザウバー-フェラーリ             | 1:43.654 | 1:44.062 |          | 12   |
| 14                  | 9   | マーカス・エリクソン       | ザウバー-フェラーリ             | 1:43.846 | 1:44.301 |          | 13   |
| 15                  | 27  | ニコ・ヒュルケンベルグ     | ルノー                          | 1:44.145 | No Time  |          | 18 2 |
| 16                  | 55  | カルロス・サインツ         | ルノー                          | 1:44.489 |          |          | 19 3 |
| 17                  | 14  | フェルナンド・アロンソ     | マクラーレン-ルノー             | 1:44.917 |          |          | 14   |
| 18                  | 35  | セルゲイ・シロトキン       | ウィリアムズ-メルセデス         | 1:44.998 |          |          | 15   |
| 19                  | 18  | ランス・ストロール         | ウィリアムズ-メルセデス         | 1:45.134 |          |          | 16   |
| 20                  | 2   | ストフェル・バンドーン     | マクラーレン-ルノー             | 1:45.307 |          |          | 20 4 |
| 107% time: 1:49.766 |     |                            |                                 |          |          |          |      |
| ソース:             |     |                            |                                 |          |          |          |      |

追記
- ^1 - ボッタスはFP1で規定を超えるパワーユニット交換(4基目のエンジン(ICE)、ターボチャージャー(TC)、MGU-H、3基目のMGU-K、バッテリー(ES))を行い、降格グリッド数が15を超えたため最後尾グリッドへ降格[16][14]。また、FP3でバンドーンと接触した件について1回目の戒告処分が科されている[17]
- ^2 - ヒュルケンベルグはFP1で規定を超えるパワーユニット交換(4基目のICE、TC、MGU-H、3基目のMGU-K、ES、電子制御装置(CE))を行い、降格グリッド数が15を超えたため最後尾グリッドへ降格[18]。FP3で5基目のTCに交換したが、最後尾グリッドへの降格が決まっているため変動なし[19]
- ^3 - サインツは予選終了後に規定を超えるパワーユニット交換(4基目のICE、TC、MGU-H、3基目のMGU-K、ES、CE)を行い、降格グリッド数が15を超えたため最後尾グリッドへ降格[20]
- ^4 - バンドーンは予選終了後に規定を超えるパワーユニット交換(4基目のICE、TC、MGU-H、3基目のMGU-K、ES、CE)を行い、降格グリッド数が15を超えたため最後尾グリッドへ降格[21]

## 決勝
2018年8月26日 15:10 CEST(UTC+2)
セバスチャン・ベッテルが1周目のケメルストレートでルイス・ハミルトンを抜いてから最後まで首位を譲らず、今シーズン5勝目を挙げ、通算52勝目はアラン・プロストを抜いて歴代単独3位となった。ハミルトンは2位に入り、ベッテルとの差は17点に縮まった。母親の祖国凱旋レースとなったマックス・フェルスタッペンが3位表彰台、バルテリ・ボッタスは後方からの追い上げで4位、新生フォース・インディアはセルジオ・ペレスが5位、エステバン・オコンが6位とダブル入賞を果たし、初戦でコンストラクターズランキング最下位を脱した。トロ・ロッソ勢はピエール・ガスリーが9位入賞、ブレンドン・ハートレイは14位完走だった。
展開
スタート直後で大クラッシュ発生。ヘアピンカーブの1コーナー「ラ・ソース」へのブレーキングでニコ・ヒュルケンベルグがフェルナンド・アロンソに追突。アロンソのマシンはスピンし、その勢いでシャルル・ルクレールのマシンに乗り上げ大破。ヒュルケンベルグも自身と共に3台揃ってリタイア。さらにダニエル・リカルドのリアウイングにもアロンソのマシンのノーズが接触し、リアウイングが破損。リカルドはリアウイングを修理して2周遅れでレースに復帰するが、前方に追いつくことはできず結局その後ガレージに戻りリタイア。
更にこのアクシデントはキミ・ライコネンにも波及し、タイヤがパンクしてフロアなどにダメージを受けてリタイアとなり、バルテリ・ボッタスとセルゲイ・シロトキンもその多重クラッシュに巻き込まれてボッタスはシロトキンに接触、その責任を問われ5秒加算ペナルティを受ける。この件でヒュルケンベルグに次戦イタリアGPで10グリッド降格ペナルティが科せられた。
また、このクラッシュの際にルクレールのマシンのHaloが損傷しながらもルクレール自身は無傷だったことから、今シーズンから義務化されたHaloの効果を実証する形になった（巻き添えを食らった当事者であるアロンソは「証明するまでもなく、Haloが装着されているのはよいことだ」、ニコ・ロズベルグは「Haloに関する議論はこれで終わり」とコメントした）。

### 結果
| Pos.    | No. | ドライバー                 | コンストラクター                | 周回数 | タイム/リタイア原因 | Grid | Pts. |
| ------- | --- | -------------------------- | ------------------------------- | ------ | ------------------- | ---- | ---- |
| 1       | 5   | セバスチャン・ベッテル     | フェラーリ                      | 44     | 1:23:34.476         | 2    | 25   |
| 2       | 44  | ルイス・ハミルトン         | メルセデス                      | 44     | +11.061             | 1    | 18   |
| 3       | 33  | マックス・フェルスタッペン | レッドブル-タグ・ホイヤー       | 44     | +31.372             | 7    | 15   |
| 4       | 77  | バルテリ・ボッタス         | メルセデス                      | 44     | +1:08.6052          | 17   | 12   |
| 5       | 11  | セルジオ・ペレス           | フォース・インディア-メルセデス | 44     | +1:11.023           | 4    | 10   |
| 6       | 31  | エステバン・オコン         | フォース・インディア-メルセデス | 44     | +1:19.520           | 3    | 8    |
| 7       | 8   | ロマン・グロージャン       | ハース-フェラーリ               | 44     | +1:25.953           | 5    | 6    |
| 8       | 20  | ケビン・マグヌッセン       | ハース-フェラーリ               | 44     | +1:27.639           | 9    | 4    |
| 9       | 10  | ピエール・ガスリー         | トロ・ロッソ-ホンダ             | 44     | +1:45.892           | 10   | 2    |
| 10      | 9   | マーカス・エリクソン       | ザウバー-フェラーリ             | 43     | +1 Lap              | 13   | 1    |
| 11      | 55  | カルロス・サインツ         | ルノー                          | 43     | +1 Lap              | 19   |      |
| 12      | 35  | セルゲイ・シロトキン       | ウィリアムズ-メルセデス         | 43     | +1 Lap              | 15   |      |
| 13      | 18  | ランス・ストロール         | ウィリアムズ-メルセデス         | 43     | +1 Lap              | 16   |      |
| 14      | 28  | ブレンドン・ハートレイ     | トロ・ロッソ-ホンダ             | 43     | +1 Lap              | 11   |      |
| 15      | 2   | ストフェル・バンドーン     | マクラーレン-ルノー             | 43     | +1 Lap              | 20   |      |
| Ret     | 3   | ダニエル・リカルド         | レッドブル-タグ・ホイヤー       | 28     | 接触ダメージ        | 8    |      |
| Ret     | 7   | キミ・ライコネン           | フェラーリ                      | 8      | 接触ダメージ        | 6    |      |
| Ret     | 16  | シャルル・ルクレール       | ザウバー-フェラーリ             | 0      | 接触                | 12   |      |
| Ret     | 14  | フェルナンド・アロンソ     | マクラーレン-ルノー             | 0      | 接触                | 14   |      |
| Ret     | 27  | ニコ・ヒュルケンベルグ     | ルノー                          | 0      | 接触                | 18   | 1    |
| ソース: |     |                            |                                 |        |                     |      |      |

ファステストラップ
- バルテリ・ボッタス - 1:46.286 (32周目)

ラップリーダー
- 1-44=セバスチャン・ベッテル

追記
- ^1 - ヒュンケンベルグは、1コーナーでのアロンソへの追突を引き金に発生した多重事故の責任を問われ、次戦10グリッド降格ペナルティにペナルティポイント3点を加算された[26](合計4点)。6年前の同じGPで同じようなアクシデントを誘発したとして1戦出場停止処分を受けたロマン・グロージャンの場合、スタート直後の事故や他者との接触を繰り返していたうえに当時はペナルティポイント制度が無かったことから、今回のケースとは比較できないとスチュワードは説明している[26]。
- ^2 - ボッタスは1周目の多重事故の際にセルゲイ・シロトキンと接触し、その責任を問われ5秒加算ペナルティ(順位変動なし)とペナルティポイント2点が科された[27](合計4点)。

## 第13戦終了時点のランキング
|   | 順位 | ドライバー                 | ポイント |
| - | ---- | -------------------------- | -------- |
|   | 1    | ルイス・ハミルトン         | 231      |
|   | 2    | セバスチャン・ベッテル     | 214      |
|   | 3    | キミ・ライコネン           | 146      |
|   | 4    | バルテリ・ボッタス         | 144      |
| 1 | 5    | マックス・フェルスタッペン | 120      |

|  | 順位 | コンストラクター          | ポイント |
|  | ---- | ------------------------- | -------- |
|  | 1    | メルセデス                | 375      |
|  | 2    | フェラーリ                | 360      |
|  | 3    | レッドブル-タグ・ホイヤー | 223      |
|  | 4    | ルノー                    | 82       |
|  | 5    | ハース-フェラーリ         | 76       |

- 注：ドライバー、コンストラクター共にトップ5のみ表示。